# Gmina Banie
Die Gmina Banie (deutsch Landgemeinde Bahn) ist eine Landgemeinde in der polnischen Woiwodschaft Westpommern. Sie gehört zum Powiat Gryfiński (Greifenhagener Kreis). Der Verwaltungssitz befindet sich in Banie (Bahn). Das Gemeindegebiet umfasst etwa 200 km², die Gemeinde zählt etwa 6400 Einwohner.
Die polnische Gemeinde entstand, nachdem nach Ende des Zweiten Weltkriegs ganz Hinterpommern  mit Ausnahme militärischer Sperrgebiete seitens der sowjetischen Besatzungsmacht der Volksrepublik Polen zur Verwaltung überlassen worden war, Polen zuwanderten und die einheimische Bevölkerung von der polnischen Administration vertrieben wurde.

## Entwicklung der Einwohnerzahl
| Jahr | Einwohner |
| 1995 | 6713      |
| 2000 | 6556      |
| 2005 | 6589      |
| 2007 | 6405      |
| 2019 | 6349      |

## Verkehr
Die Gmina Banie liegt im Kreuzungsbereich der Woiwodschaftsstraßen 121 ((Gryfino (Greifenhagen)–Rów (Rufen))–Myślibórz (Soldin), Teilstück der ehemaligen deutschen Reichsstraße 113 von Linken nach Grünberg in Schlesien (heute: Zielona Góra)), und 122 (Krajnik Dolny (Nieder Kränig)–Pyrzyze (Pyritz)–Piasecznik (Petznick)–Suchań (Zachan), Teilstück der ehemaligen deutschen Reichsstraße 158 von Berlin nach Lauenburg in Pommern (Lębork)).
Seit 1895 bestand Bahnanschluss an die Strecke Chwarstnica (Klein Schönfeld)–Swobnica (Wildenbruch) der Greifenhagener Bahnen, doch ist der Verkehr auf dieser Strecke seit 1991 bzw. 2007 von der Polnischen Staatsbahn eingestellt.

## Gemeindegliederung

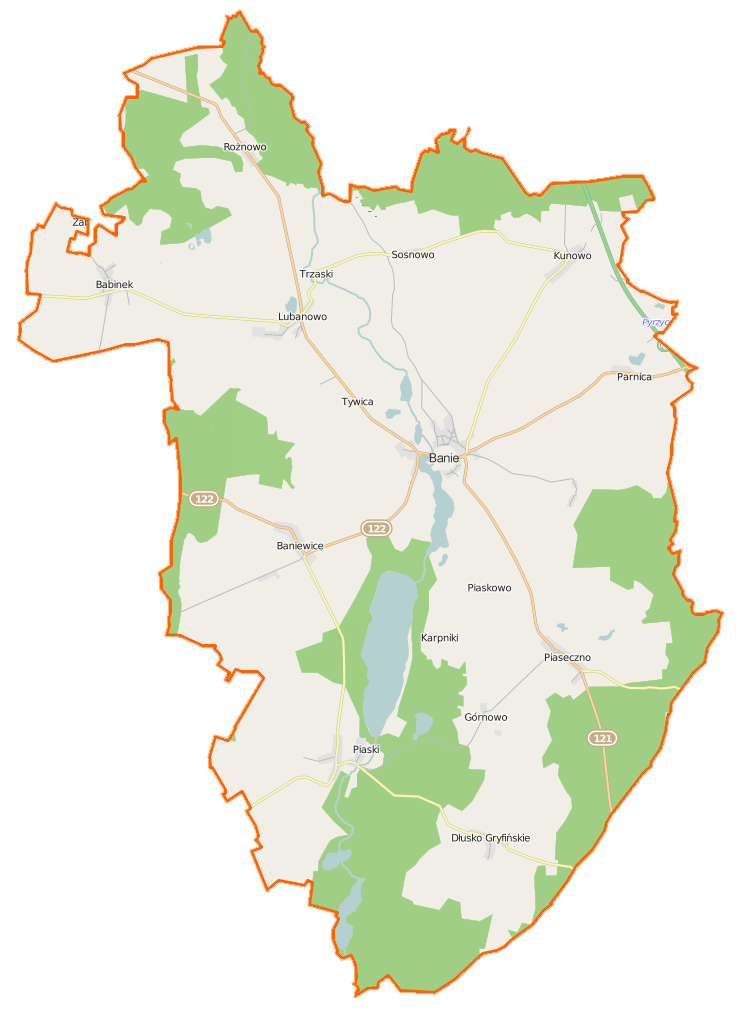
Gemeindegebiet

Die Landgemeinde untergliedert sich in die Ortsteile (Schulzenämter):
| - Babinek (Heinrichsdorf) - Banie (Bahn) - Baniewice (Marienthal) - Dłusko Gryfińskie (Linde) - Dłużyna (Marienaue) - Górnowo (Gornow) - Kunowo (Kunow) - Lubanowo (Liebenow) | - Parnica (Rohrsdorf) - Piaseczno (Neuendorf) - Piaskowo (Gut Neuendorf) - Rożnowo (Rosenfelde) - Sosnowo (Gebersdorf) - Swobnica (Wildenbruch) - Tywica (Charlottenruh) |

Außerdem gehören zur Gmina Banie: Otoki (Obermühle), Skotniki (Dorotheendorf) und Trzaski (Seehof).

## Partnergemeinde
Die Gmina Banie verbindet eine Partnerschaft mit der deutschen Gemeinde Gerswalde in der Uckermark.